# Miłosz Szczepański
Miłosz Szczepański (Újszandec, 1998. március 22. –) lengyel korosztályos válogatott labdarúgó, a Lechia Gdańsk középpályása és csapatkapitánya.

## Pályafutása

### Klubcsapatokban
Szczepański a lengyelországi Újszandec városában született. Az ifjúsági pályafutását a helyi Dunajec Nowy Sącz csapatában kezdte, majd a Legia Warszawa akadémiájánál folytatta.
2018-ban mutatkozott be a Raków Częstochowa másodosztályban szereplő felnőtt keretében. A 2018–2019-es szezonban feljutottak az Ekstraklasába. 2021–ben a Lechia Gdańskhoz igazolt. 2022 és 2023 között a Warta Poznań csapatát erősítette kölcsönben. Először a 2022. február 6-ai, Górnik Łęczna ellen 1–1-es döntetlennel zárult mérkőzés 54. percében, Jayson Papeau cseréjeként lépett pályára. Első gólját 2022. május 7-én, a Wisła Płock ellen idegenben 3–0-ra megnyert találkozón szerezte meg.

### A válogatottban
Szczepański az U17-es, az U18-as és az U19-es korosztályú válogatottakban is képviselte Lengyelországot.

## Statisztikák
2023. július 22. szerint
| Klub                      | Szezon   | Osztály     | Bajnokság | Bajnokság | Kupa és Ligakupa | Kupa és Ligakupa | Nemzetközi | Nemzetközi | Összesen | Összesen |
| Klub                      | Szezon   | Osztály     | Meccs     | Gól       | Meccs            | Gól              | Meccs      | Gól        | Meccs    | Gól      |
| ------------------------- | -------- | ----------- | --------- | --------- | ---------------- | ---------------- | ---------- | ---------- | -------- | -------- |
| Raków Częstochowa         | 2017–18  | I Liga      | 7         | 0         | 0                | 0                | —          | —          | 7        | 0        |
| Raków Częstochowa         | 2018–19  | I Liga      | 29        | 7         | 4                | 1                | —          | —          | 33       | 8        |
| Raków Częstochowa         | 2019–20  | Ekstraklasa | 25        | 1         | 2                | 0                | —          | —          | 27       | 1        |
| Raków Częstochowa         | Összesen | Összesen    | 61        | 8         | 6                | 1                | 0          | 0          | 67       | 9        |
| Lechia Gdańsk             | 2021–22  | Ekstraklasa | 1         | 0         | 1                | 0                | —          | —          | 2        | 0        |
| Lechia Gdańsk             | 2023–24  | I Liga      | 1         | 0         | 0                | 0                | —          | —          | 1        | 0        |
| Lechia Gdańsk             | Összesen | Összesen    | 2         | 0         | 1                | 0                | 0          | 0          | 3        | 0        |
| Warta Poznań (kölcsönben) | 2021–22  | Ekstraklasa | 13        | 2         | 0                | 0                | —          | —          | 13       | 2        |
| Warta Poznań (kölcsönben) | 2022–23  | Ekstraklasa | 27        | 4         | 0                | 0                | —          | —          | 27       | 4        |
| Warta Poznań (kölcsönben) | Összesen | Összesen    | 40        | 6         | 0                | 0                | 0          | 0          | 40       | 6        |
| Összesen                  | Összesen | Összesen    | 103       | 14        | 7                | 1                | 0          | 0          | 110      | 15       |

## Sikerei, díjai
Raków Częstochowa
- I Liga
  - Feljutó (1): 2018–19